# سازمان همکاری عمران منطقه‌ای
سازمان همکاری عمران منطقه‌ای (به انگلیسی: Regional Cooperation for Development) در سال ۱۹۶۴ سه کشور ایران، پاکستان و ترکیه جهت ارتقا در سطوح مختلف به ویژه زمینه‌های اقتصادی، فنی و فرهنگی تشکیل شورای همکاری دادند. فعالیت این سازمان تا سال ۱۹۷۹ ادامه یافت و سازمان موفق شد تا چند پروژه منطقه‌ای از جمله در زمینه آلومینیوم را نیز اجرایی نماید. با وقوع انقلاب اسلامی در ایران فعالیت این سازمان به حالت تعلیق درآمد تا اینکه در سال ۱۹۸۵ تحت نام جدید "سازمان همکاری اقتصادی" ("اکو") و با همین اعضا مجدداً فعالیت خود را آغاز نمود. با فروپاشی شوروی در سال ۱۹۹۱ پنج کشور آسیای مرکزی شامل ازبکستان، تاجیکستان، ترکمنستان، قزاقستان و قرقیزستان به همراه جمهوری آذربایجان و افغانستان نیز به اکو پیوستند و سازمانی منطقه‌ای با ده کشور عضو را تشکیل دادند که هم‌اکنون نیز به فعالیت خود برای گسترش همکاری‌های منطقه‌ای ادامه می‌دهد.